# Zəminə Həsənova
Zəminə Həsən qızı Həsənova (ur. 10 maja 1918 we wsi Dżorat w powiecie bakijskim w guberni bakijskiej, zm. 2006 w Sumgaicie) – Bohater Pracy Socjalistycznej (1960), pierwsza kobieta-metalurg w Azerbejdżanie.

## Życiorys
Urodziła się w rodzinie azerskiego rybaka. Od 1936 pracowała w szkole w rodzinnej wsi, gdzie m.in. kierowała biblioteką, później została przewodniczącą rady wiejskiej. Podczas wojny z Niemcami kopała okopy i brała udział w cywilnej obronie na przedmieściach Baku. Od 1947 należała do WKP(b). Po utworzeniu w 1947 rurowni im. Lenina w Sumgaicie zaczęła pracować w tym zakładzie, w 1952 została tam operatorem automatycznej walcarki, a w 1956 kierownikiem brygady, zostając pierwszą w Azerbejdżanie kobietą-metalurgiem. Od 1970 była starszym brygadzistą. Była deputowaną do Rady Najwyższej ZSRR 6 kadencji (1962-1966) i do Rady Najwyższej Azerbejdżańskiej SRR 6 kadencji (1963-1967) oraz deputowaną Rady Miejskiej Sumgaitu. Otrzymała honorowe obywatelstwo Sumgaitu.

## Odznaczenia
- Medal Sierp i Młot Bohatera Pracy Socjalistycznej (7 marca 1960)
- Order Lenina (7 marca 1960)
- Order Rewolucji Październikowej (30 marca 1971)

I medale.